# Bom Princípio
Bom Princípio este un oraș în Rio Grande do Sul (RS), Brazilia.